# L'amour c'est gai, l'amour c'est triste
Pour plus de détails, voir Fiche technique et Distribution.
L'amour c'est gai l'amour c'est triste est un film français réalisé par Jean-Daniel Pollet, tourné en 1968 et sorti en 1971.

## Synopsis
Léon, un tailleur timide et rêveur du Faubourg Saint-Antoine travaille et vit dans son appartement avec sa sœur, Marie. Celle-ci, concubine de Maxime, y exerce officiellement comme voyante, mais Léon, qui ne se doute de rien, apprendra que ce n'est qu'une couverture pour vendre ses charmes, et que Maxime est également son souteneur. Marie fait la connaissance d'Arlette, une jeune provinciale débarquée de Morlaix, arrivée à la capitale par désespoir, et l'accueille. Léon en tombe secrètement amoureux.

## Fiche technique
- Titre : L'amour c'est gai l'amour c'est triste
- Réalisation : Jean-Daniel Pollet, assisté de Pierre Beuchot et Costas Ferris
- Scénario : Jean-Daniel Pollet et Remo Forlani
- Photographie : Jean-Jacques Rochut
- Montage : Nina Baratier
- Musique : Jean-Jacques Debout
- Costumes : Jenny Pollet, Jean Bouquin
- Son : René Levert
- Producteur : Anatole Dauman
- Sociétés de production : Argos Films, Galba Films
- Pays de production :  France
- Langue : français
- Tournage : du 16 août 1968 au 3 octobre 1968
- Format : couleur (Eastmancolor) — 35 mm — 1,66:1 — Son : Mono
- Genre : comédie dramatique
- Durée : 95 minutes
- Date de sortie : 
  - France : 26 mars 1971

## Distribution
- Claude Melki : Léon Annassian, tailleur
- Bernadette Lafont : Marie Annassian, la prostituée
- Jean-Pierre Marielle : Maxime Mercier, le maquereau
- Chantal Goya : Arlette Quiblier, la Bretonne dépressive
- Marcel Dalio : Monsieur Paul, le veuf
- Jacques Doniol-Valcroze : Le client neurasthénique
- Vassilis Diamantopoulos (en) : Le client grec
- François Dyrek : Rigouille, le 1er client de Marie
- Remo Forlani : Gros Momo dit La Truffe, le client à l'essayage
- Henri Guybet : le 1er copain au bistrot
- Luc Moullet : le client demeuré d'Arlette
- Denise Péron : Mme Pompoulin, La voisine
- Jacques Robiolles : Philippin, le 2ème copain au bistrot
- Rufus : Charles, le client au béret
- Christian de Tillière : le client envoyé par Albert
- Dominique Zardi : Dominique, l'employé des bains-douches
- Anne Jennifer : la copine de Philippin
- Gérard Boucaron : le joueur de billard